# Рассадин, Валентин Иванович
Валенти́н Ива́нович Расса́дин (12 ноября 1939, Псков — 15 августа 2017, Элиста) — советский и российский лингвист. Доктор филологических наук, профессор, член-корреспондент РАЕН, заслуженный деятель науки Бурятской АССР и РСФСР, передовик науки Монголии, кавалер ордена Дружбы. Основные направления научной деятельности: монголоведение, тюркология, алтаистика.

## Биография
Родился 12 ноября 1939 года в г. Пскове. В 1957 г. окончил среднюю школу в гор. Холмске (о. Сахалин)
В 1962 году окончил Ленинградский государственный университет имени Жданова (кафедра монгольской филологии Восточного факультета).
После окончания вуза в июле 1962 года был направлен на работу в г. Дархан МНР в качестве переводчика с монгольского языка.
В 1963 году он поступил в очную аспирантуру Новосибирского государственного университета, которую завершил в 1966 году, защитив кандидатскую диссертацию на тему «Лексика современного тофаларского языка».
После окончания аспирантуры в октябре 1966 года поступил на работу в Бурятский институт общественных наук СО АН СССР (г. Улан-Удэ), где проработал 40 лет до 2006 года, пройдя путь от младшего научного сотрудника до главного научного сотрудника.
Докторскую диссертацию на тему «Тофаларский язык и его место в системе тюркских языков» защитил в 1983 году.
В 1992—2006 годах работал по совместительству заведующим кафедрой филологии Центральной Азии восточного факультета Бурятского государственного университета.
С февраля 2006 года работал директором «Научного центра монголоведных и алтаистических исследований» Калмыцкого государственного университета, являясь одновременно профессором кафедры калмыцкого языка и монголистики.

## Научная деятельность
В. И. Рассадин — один из крупнейших в мире специалистов в области сравнительно-исторического монгольского и тюркско-монгольского языкознания, известный исследователь малочисленных тюркских языков и их диалектов Саяно-Алтайского региона России и Монголии. Известен как создатель письменности для тюркских тофаларского и сойотского языков и автор букварей и иных школьных пособий этих языков.
Получил международное признание и как специалист по диалектам и говорам бурятского языка, истории монгольских языков и их исторических связей с тюркскими языками.
В. И. Рассадиным создана научная школа «Сравнительно-историческое, типологическое и сопоставительное языкознание». Им подготовлено 43 кандидата и 4 доктора наук.
Является автором тофаларского алфавита, в 1978 году для транскрипции тофаларских слов принял весь русский алфавит с добавлением дополнительных знаков һ, ӈ, ө, ү, ә, i.

### Основные труды
Автор свыше 200 научных трудов, в том числе:
- Рассадин В. И., Шибкеев В. Н. Тоъфа букварь: Тофаларский букварь для первого класса тофаларских школ. — Иркутск, 1989.
- Рассадин В. И. Фонетика и лексика тофаларского языка. — Улан-Удэ: Бурятское книжное издательство, 1971. — 252 с.
- Рассадин В. И. Тофаларско-русский и русско-тофаларский словарь. — Иркутск, 1995.
- Рассадин В. И. Морфология тофаларского языка в сравнительном освещении. — М.: Наука, 1978. — 288 с.
- Рассадин И. В. Особенности традиционной материальной культуры саянских оленеводов-тофаларов// Этнологические исследования: Сб. ст. Вып.1. — Улан-Удэ: Изд-во БНЦ СО РАН, 2000. — С. 131—148.
- Рассадин В. И. Словарь тофаларско-русский и русско-тофаларский/ Тоъфа-орус — орус-тоъфа сооттары: Учеб. пособие для уч-ся ср. шк. — СПб.: Дрофа, 2005. — 295 с.
- Рассадин В. И. Об организации полипредикативных предложений с подчинительной связью в тофаларском языке// Полипредикативные конструкции в языках разных систем: Сб. науч. статей. — Новосибирск, 1985. — С. 3-11.
- Рассадин В. И. Тофалары // Тюркские народы Восточной Сибири. — М.: Наука, 2008. — С. 262—333.
- Рассадин В. И. История тофаларской письменности// Проблемы монголоведных и алтаистических исследований: Материалы международ. конф., посвящ. юбилею проф. В. И. Рассадина. — Элиста: Калмыцкий государственный университет, 2009. — С. 6-9.
- Рассадин В. И. Тюркские элементы в языке «Сокровенного Сказания Монголов» // «Тайная история монголов»: Источниковедение, филология, история. — Новосибирск: Наука, 1995. — С. 108—115.
- Рассадин В. И. Монголо-бурятские заимствования в сибирских тюркских языках. — М., 1980. — 116 с.
- Рассадин В. И. О монгольских заимствованиях в тюркских языках Южной Сибири// АCTA МONGOLIKA. — 2008. — № 8. — С. 2-6.
- Рассадин В. И. Монгол хэлнүүдэд орсон түрэг гаралтай үгсийн ши нж чанарын тухай// Altaica. — 2006. — № 4. — С. 45-47.
- Рассадин В. И. Тюркские лексические элементы в калмыцком языке// Этнические и историко-культурные связи монгольских народов. — Улан-Удэ, 1983. — С. 70-89.
- Рассадин В. И., Трофимова С. М. Фразеологические единицы в составе синонимических рядов в монгольском языке// Мир кочевых цивилизаций: История и современность: Материалы международ. науч. конф. — Чита: Экспресс-издательство, 2007. — С. 140—144.
- Рассадин В. И. Словарь сойотско-русский. — СПб.: Дрофа, 2006. — 207 с.
- Рассадин В. И. Очерки по исторической фонетике бурятского языка. — М.: Наука, 1982.
- Рассадин В. И., Трофимова С. М. К вопросу о многозначности фразеологических единиц монгольского языка// Этнокультурная концептология и современные направления лингвистики: Сб. науч. трудов. Вып. 2. — Элиста, 2008. — С. 32-34.
- Рассадин В. И. О сойотах и их языке // Мир Центральной Азии: Языки. Фольклор. Литература: Материалы Международной научной конференции. Т. IV. Ч. 1. — Улан-Удэ: БНЦ СО РАН, 2002. — С. 100—105.
- Рассадин В. И. Сойоты и сойотский язык// Одон. — 2001. — № 10-11. — С.20-21.
- Рассадин В. И. О тюркском влиянии на развитие монгольских языков// Проблемы исторического развития монгольских языков. — СПб., 2007. — С. 105—111.
- Рассадин В. И. Бурятская коневодческая терминология в алтаистическом аспекте// Живой язык: Теоретические социокультурные аспекты функционирования и развития современных монгольских языков: Материалы международ. науч. конф. — Элиста, 2007. — С. 40-42.
- Рассадин В. И. О коневодческой терминологии монгольских языков в свете тюрко-монгольских языковых связей// «Монгол туургатны эрт ба эдүгээ»: Олон улсын эрдэм шинжилгээний III чуулган. — Улаанбаатар, 2009. — С. 95-99.
- Рассадин В. И. О проблемах этимологизации слов бурятского языка// Вестник Бурятского университета. Сер.6. Филология. Вып. 11. — Улан-Удэ, 2006. — С. 3-14.
- Рассадин В. И. Об этимологии некоторых бурятских охотничьих терминов// Цыбиковские чтения — 6: Тезисы докладов и сообщений. — Улан-Удэ, 1993. — С. 83-85.
- Рассадин В. И. Проблемы исторического словообразования монгольских языков// Историко-сравнительное изучение монгольских языков: Сб. статей. — Улан-Удэ: БНЦ СО РАН, 1995. — С. 120—131.
- Рассадин В. И. Система гидронимов бассейна р. Оки// Исследования по ономастике Бурятии: Сб ст. — Улан-Удэ: БФ СО АН СССР, 1987. — С. 41-49.
- Рассадин В. И. Некоторые проблемы этимологизации слов монгольского языка// VII Международный конгресс монголоведов (Улан-Батор): Доклады российской делегации. — М., 1997. — С. 151—153.
- Рассадин В. И. К характеристике тюрко-монгольских языковых отношений// VIII Международный конгресс монголоведов (Улан-Батор): Доклады российской делегации. — М., 2002. — С. 263—269.
- Рассадин В. И. К проблеме формирования монгольских языков// IX Международный конгресс монголоведов (Улан-Батор): Доклады российской делегации. — М., 2006. — С. 322—327.
- Рассадин В. И. О монгольском влиянии на казахский язык// Народы Прикаспийского региона: Диалог культур: Материалы Международ. научно-практ. конф. — Элиста, 2009. — С. 221—224.
- Рассадин В. И. О характере тюрко-монгольской языковой общности// Казань и Алтайская цивилизация: Материалы международ. конф. — Казань, 2007. — С. 173—175.
- Рассадин В. И. Очерки по истории сложения тюрко-монгольской языковой общности. Ч. 1: Тюркское влияние на лексику монгольских языков. — Элиста: Калмыцкий государственный университет, 2007. — 166 с.
- Рассадин В. И. К проблеме формирования монгольских языков в двух ареалах// Монгольские языки и диалекты северо-восточного ареала Центральной Азии. — Улан-Удэ: Изд-во БНЦ СО РАН, 2006. — С. 3-19.
- Рассадин В. И., Трофимова С. М. Фразеологические единицы в составе антонимических рядов// Феномен личности Давида Кугультинова — поэта, философа и гражданина: Материалы международ. науч. конф. — Элиста, 2007. — С. 214—215.
- Рассадин В. И. О составе наклонений глагола бурятского языка// Монголоведение: Сб. науч. трудов. Вып. 3. — Элиста: Джангар, 2004. — С. 28-37.
- Рассадин В. И. Проблема классификации частей речи в монгольских языках// Вестник Бурятского университета. Сер.6. Филология. Вып. 7. — Улан-Удэ: Бурятский государственный университет, 2003. — С. 3-13.
- Рассадин В. И. Бурятская животноводческая терминология как источник по исторической этнографии// Этническая история и культурно-бытовые традиции в Бурятии: Сб. ст. — Улан-Удэ, 1984. — С. 55-80.
- Рассадин В. И. К сравнительному изучению анималистической лексики бурятского языка// Языки и фольклор народов Севера. — М.: Наука, 1981. — С. 97-118.
- Рассадин В. И. Г. Д. Санжеев как компаративист// Санжеевские чтения-5: Материалы научной конференции. Ч.1. — Улан-Удэ: БНЦ СО РАН, 2003. — С.15-19.
- Рассадин В. И. Развитие бурятской диалектологии в трудах Ц. Б. Цыдендамбаева// Монголоведные исследования: Сб. ст. Вып. 1. — Улан-Удэ: БНЦ СО РАН, 1996. — С.114-124.
- Рассадин В. И. О системе наклонений глагола в современных монгольских языках// Вестник Бурятского университета. Сер.6. Филология. Вып. 10. — Улан-Удэ: Бурятский государственный университет, 2006. — С. 46-62.
- Рассадин В. И. О тунгусо-маньчжурских элементах в монгольских языках// Этнокультурные процессы в Юго-Восточной Сибири в средние века: Сб. науч. трудов. — Новосибирск, 1989. — С. 145—152.
- Рассадин В. И. Звуковой состав присаянской группы бурятских говоров// Сегментные и просодические единицы языков Байкальского региона: Сб. ст. — Улан-Удэ: БНЦ СО РАН, 1991. — С. 3-34.
- Рассадин В. И. Особенности лексического состава нижнеудинского говора// Развитие и взаимодействие диалектов Прибайкалья: Сб. ст. — Улан-Удэ: БНЦ СО РАН, 1988. — С. 43-68.
- Рассадин В. И. Лексика материальной культуры окинских сойотов// Проблемы бурятской диалектологии. — 1996. — С. 58-99.
- Рассадин В. И. Аффиксальное словообразование именных основ бурятского языка: Сравнительный аспект// Вестник Бурятского университета. Сер.18. Востоковедение. Вып. 2. — Улан-Удэ: Бурятский государственный университет, 2006. — С. 139—157.
- Рассадин В. И. Сложение группы непроизводных субстантивов в монгольских языках// Вестник Бурятского университета. Сер.18. Востоковедение. Вып. 3. — Улан-Удэ: Бурятский государственный университет, 2006. — С. 164—179.
- Рассадин В. И. Буряад болон бусад монгол хэлэнүүдэй түлөөнэй үгэнүүд// Буряад хэлэнэй шухала асуудалнууд. — Улан-Удэ: Буряадай эрдэмэй түбэй хэблэл, 2007. — С. 116—132.
- Рассадин В. И. Изучение восточных языков как региональный компонент в образовательных учреждениях РБ// Развитие личности школьника в условиях поликультурного образовательного пространства Байкальского региона. — Улан-Удэ: Бэлиг, 2003. — С. 66-69.
- Рассадин В. И., Санданова М. Р., Цыренова Т. Б. Сложение системы причастий в монгольских языках// История развития монгольских языков: Сб. статей. — 1999. — С. 167—185.
- Рассадин В. И., Бадмаева Л. Д., Бадмаева Л. Б. Монгольские языки и диалекты Северо-восточного ареала Центральной Азии // Российский гуманитарный научный фонд и фундаментальная наука в Сибири: Материалы региональной науч.-практич. конф. — Улан-Удэ, 2004. — С. 209—213.
- Рассадин В. И., Михайлов Т. М. Исследования по топонимике Восточной Сибири// Взаимовлияние языков в Бурятии. — 1978. — С. 108—117.
- Рассадин В. И. Историческая связь бурятского языка с языком баргутов// Цыбиковские чтения — 5: тезисы докладов и сообщений. — Улан-Удэ, 1989. — С. 173—176.
- Рассадин В. И. О семантическом методе исследования лексики алтайских языков// Чингисхан и судьбы народов Евразии: Материалы международ. конф. — Улан-Удэ, 2007. — С. 431—435.
- Рассадин В. И. Бурятизмы в якутском языке // О. Н. Бетлингк и его труд «О языке якутов». — Якутск, 1972. — С. 167—179.
- Рассадин В. И. Лексические особенности говора окинских бурят// Лексико-фразеологическое своеобразие бурятского языка: Сб. ст. — Улан-Удэ: БФ СО АН СССР. — С. 3-20.
- Рассадин В. И. Промысловая лексика в говоре окинских бурят// Диалектная лексика в монгольских языках: Сб. ст. — Улан-Удэ: БФ СО АН РАН, 1987. — С. 3-20.
- Рассадин В. И. Названия молочных продуктов в монгольских языках// Этнокультурная лексика монгольских языков: Сб. статей. — Улан-Удэ: БНЦ СО РАН, 1994. — С. 3-22.
- Рассадин В. И. Животноводческая лексика в языке окинских бурят и сойотов// Проблемы бурятской диалектологии. — Улан-Удэ: БНЦ СО РАН, 1996. — С. 45-57.
- Рассадин В. И. Комплекс охотничье-рыболовческой лексики в саянских тюркских языках таёжного ареала// Природное окружение и материальная культура пратюркских народов. — М.: Восточная литература, 2008. — С. 155—194.